# Петър Калев
Петър (Туше) Иванов Калев (на македонска литературна норма: Петар Калев) е български революционер, деец на Вътрешната македоно-одринска революционна организация и Вътрешната македонска революционна организация (обединена).

## Биография
Бащата на Калев Иван Калев е сред първите членове на ВМОРО. Петър Калев учи в Солунската българска мъжка гимназия - в 1903/1904 година е в III клас, а в 1908/1909 година още е ученик в гимназията. Назначен за учител в Мелнишката околия. След Младотурската революция става член на солунската организация на Народната федеративна партия (българска секция). В 1909 година при Контрапреврата на Абдул Хамид II, Калев участва в Похода към Цариград на Сандански и Чернопеев, довел до детронирането на султана.
След войните Калев е студент във Виена и застава на федералистки и комунистически позиции и заедно с Дино Кьосев става член на ВМРО (обединена). Във Виена работи в редакцията на списанието на Балканската комунистическа федерация „Федерасион Балканик“ и 4 години е близък сътрудник на Димитър Влахов, до преместването на Влахов в Берлин, като Калев продължава да редактира „Федерасион Балканик“ и е връзката на главния редактор и директор Влахов с печатницата и сътрудниците на списанието и на „Македонско дело“ във Виена. Прогонен от австрийската полиция, Калев заминава за Париж, където участва в местната левичарска македонска организация и като неин делегат участва на Антифашисткия конгрес в 1933 година. По-късно Калев е доброволец в Испанската гражданска война, а по-късно е във френската армия по време на Втората свеетовна война. Прекарва войната във Франция, близо до испанската граница.
След установяването на комунистическата власт в Югославия в 1944 година, заминава за Скопие и работи в Министерството на строителите, а по-късно преподава дескриптивна геометрия в Средното техническо училище, а след това френски език в Икономическото училище в Скопие.